# رفیق ممیشویچ
رفیق ممیشویچ (انگلیسی: Refik Memišević؛ ۱۴ مهٔ ۱۹۵۶ – ۴ ژانویهٔ ۲۰۰۴) کشتی‌گیر اهل یوگسلاوی بود.